# Sai Praneeth Bhamidipati

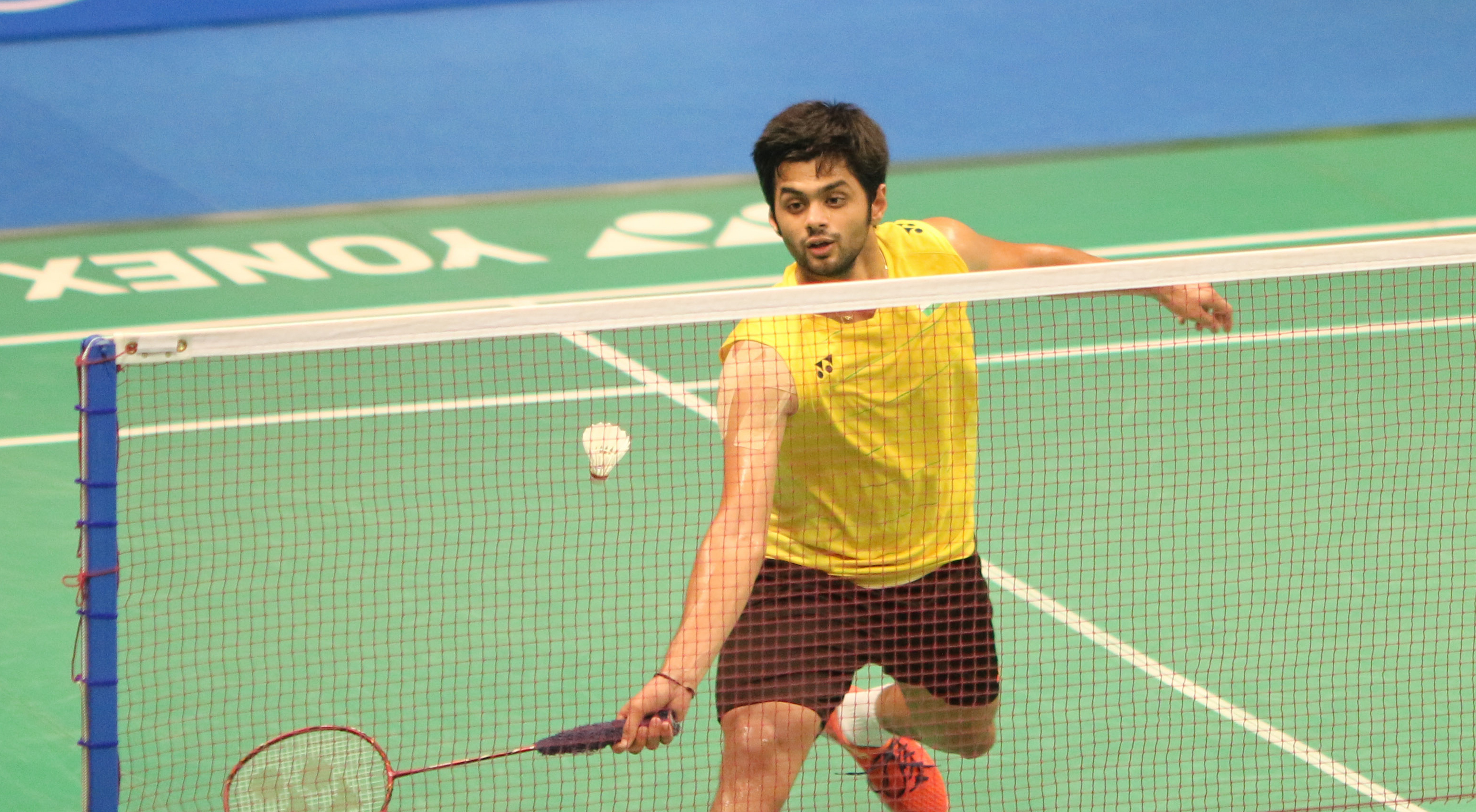
Sai Praneeth Bhamidipati, 2017

Sai Praneeth Bhamidipati (Telugu సాయి ప్రణీత్ భమిడిపాటి; * 10. August 1992 in Hyderabad) ist ein indischer Badmintonspieler.

## Karriere
Sai Praneeth Bhamidipati wurde bei der Badminton-Juniorenweltmeisterschaft 2008 Vierter mit dem indischen Team. Zwei Jahre später gewann er bei der Junioren-WM Bronze im Herreneinzel. Bei den Erwachsenen wurde er bei der indischen Badmintonmeisterschaft 2012 Vizemeister hinter Sourabh Varma. Im gleichen Jahr scheiterte er mit dem indischen Nationalteam in der Qualifikation zum Thomas Cup 2012.